# Лудвиг Бьорне (награда)
Литературната награда „Лудвиг Бьорне“ (на немски: Ludwig-Börne-Preis) е учредена през 1993 г. от Фондация Лудвиг Бьорне със седалище във Франкфурт на Майн. Присъжда се ежегодно „за изтъкнати постижения на немскоезични писатели в областите репортаж, есе и критика“.
Отличието служи за възпоменание на франкфуртския писател, революционен демократ и политически журналист Лудвиг Бьорне (1786-1837) и неговото творчество.
Наградата е в размер на 20 000 €.

## Носители на наградата (подбор)
- Марсел Райх-Раницки (1995)
- Йоахим Фест (1996)
- Ханс Магнус Енценсбергер (2002)
- Джордж Стайнър (2003)
- Марсел Райх-Раницки (2010)
- Йоахим Гаук (2011)
- Петер Слотердайк (2013)
- Рюдигер Сафрански (2017)
- Ева Менасе (2019)